# 古田恵
古田 恵（ふるた めぐみ、1987年4月12日 - ）は、日本の女性声優。東京都出身。2012年10月まで81プロデュースに所属していた。血液型はAB型。身長158 cm。

## 出演作品

### テレビアニメ
2009年
- エレメントハンター（クラスメイト）
- PandoraHearts（少年B）
- メタルファイト ベイブレード（少年B）

2010年
- メタルファイト ベイブレード 爆（客B）

2011年
- 魔乳秘剣帖（少年）

### 劇場アニメ
2009年
- 劇場版 天元突破グレンラガン 螺巌篇（村人）

### 吹き替え
- 倚天屠龍記（第五夫人）
- キャンプ・ロック2 ファイナル・ジャム
- コールドケース6（1969年のチャック）
- スポットライト
- 脱出!スコーピオンアイランド（オリビア）
- ヘブン・ビギンズ（クリスタル）
- リゾーリ&アイルズ ヒロインたちの捜査線
- リンガー 〜2つの顔〜

### ドラマCD
- 闇に契りし者、汝の血を（ジェレミー）